# Jim Parker (Komponist)
Jim Parker (* 18. Dezember 1934 in Hartlepool, County Durham; † 28. Juli 2023) war ein britischer Komponist des 20. und 21. Jahrhunderts.

## Leben
Parker schloss die Guildhall School of Music and Drama in London mit der Auszeichnung durch eine Silbermedaille ab.
In den 1960er bis in die 1970er Jahre war er für die britische Kammermusik und auch in der Folkmusik als Komponist ein wichtiger Partner. So schrieb er für The Barrow Poets Instrumentalstücke sowie Musik, die die von der Band vorgetragene Dichtkunst begleitete. Er erfand einen Doppelbass, die Cacaco-Fiedel, die von William Bealby-Wright (der früheren Stimme von Doggerel Bank und ein Poet von der Insel Man) gespielt wurde, während Parker meistens Klarinette oder Englischhorn spielte.
Nach dieser Anfangszeit konzentrierte sich Parker mehr auf das Komponieren und Dirigieren. Er schuf die Musik für den britischen Poet Laureate Sir John Betjeman. Die damals gemachten Aufnahmen gelten heute (2011) als Klassiker. Weitere Aufnahmen z. B. mit Captain Beaky, die in den Hitparade erfolgreich waren, führten dazu, dass Parker Aufträge von Fernsehen und Theatern erhielt. So komponierte er zum Beispiel für drei Musicals in Theatern des Londoner Westends.
Zu verschiedenen Fernsehsendungen und Vertonungen von Stummfilmen wie Harold Lloyds Mädchenscheu aus dem Jahre 1924 und der Produktion und Regiearbeit von Lois Weber The Blot aus dem Jahre 1921 komponierte Parker die Musik. Für den oscarnominierten Kurzfilm Making Waves von 1987 war er ebenfalls als Komponist tätig.
Parker schuf hunderte von Kompositionen für Filme in Fernsehprogrammen, so zum Beispiel für Die skandalösen Abenteuer der Moll Flanders, The History of Tom Jones, a Foundling, A Rather English Marriage, Inspector Barnaby (Midsummer Murders), The House of Eliott und für die Trilogie Ein Kartenhaus (House of Cards). Weitere Arbeiten erfolgten für Kinderprogramme im Fernsehen.
Für Konzertsäle schuf Parker Kompositionen unter anderem für das Nash Ensemble, das Philip Jones Brass Ensemble, das Hilliard Ensemble, das Albion Ensemble, die Wallace Collection und Poems in the Underground. International bekannt sind seine Noten für A Londoner in New York, eine fünfteilige Suite für Blechbläser-Ensemble. Ferner Mississippi Five für ein Quintett mit Querflöte, Oboe, Klarinette, Horn und Fagott, ein Blechbläser-Quintett The Golden Section sowie ein Klarinetten-Konzert.

## Auszeichnungen
Parker erhielt viermal (1993, 1996, 1997 und 1998) die Auszeichnung für die Beste Original Fernseh-Musik der British Academy of Film and Television Arts und wurde 1990 dafür nominiert.

## Partituren
- Music for Two: Six Duets for Tenor/Bass Instruments. Paterson’s Publications, London 1994.